# Begraafplaats van Ghlin
De Begraafplaats van Ghlin is een gemeentelijke begraafplaats in het Belgische dorp Ghlin, een deelgemeente van Bergen. De begraafplaats ligt aan de Rue de Tounai op 300 m ten noordwesten van het dorpscentrum (Église Saint-Martin) en bestaat uit een oud en een jonger gedeelte. Beide delen zijn gescheiden door een muur. Het oorspronkelijke deel heeft een rechthoekig grondplan en wordt omgeven door een bakstenen muur. Een groot toegangsgebouw, eveneens in baksteen heeft een monumentale poortdoorgang onder een kruisdak. Rechts van de toegang is er nog een tweede doorgang dat wordt afgesloten door een tweedelig hek. 

## Belgische oorlogsgraven

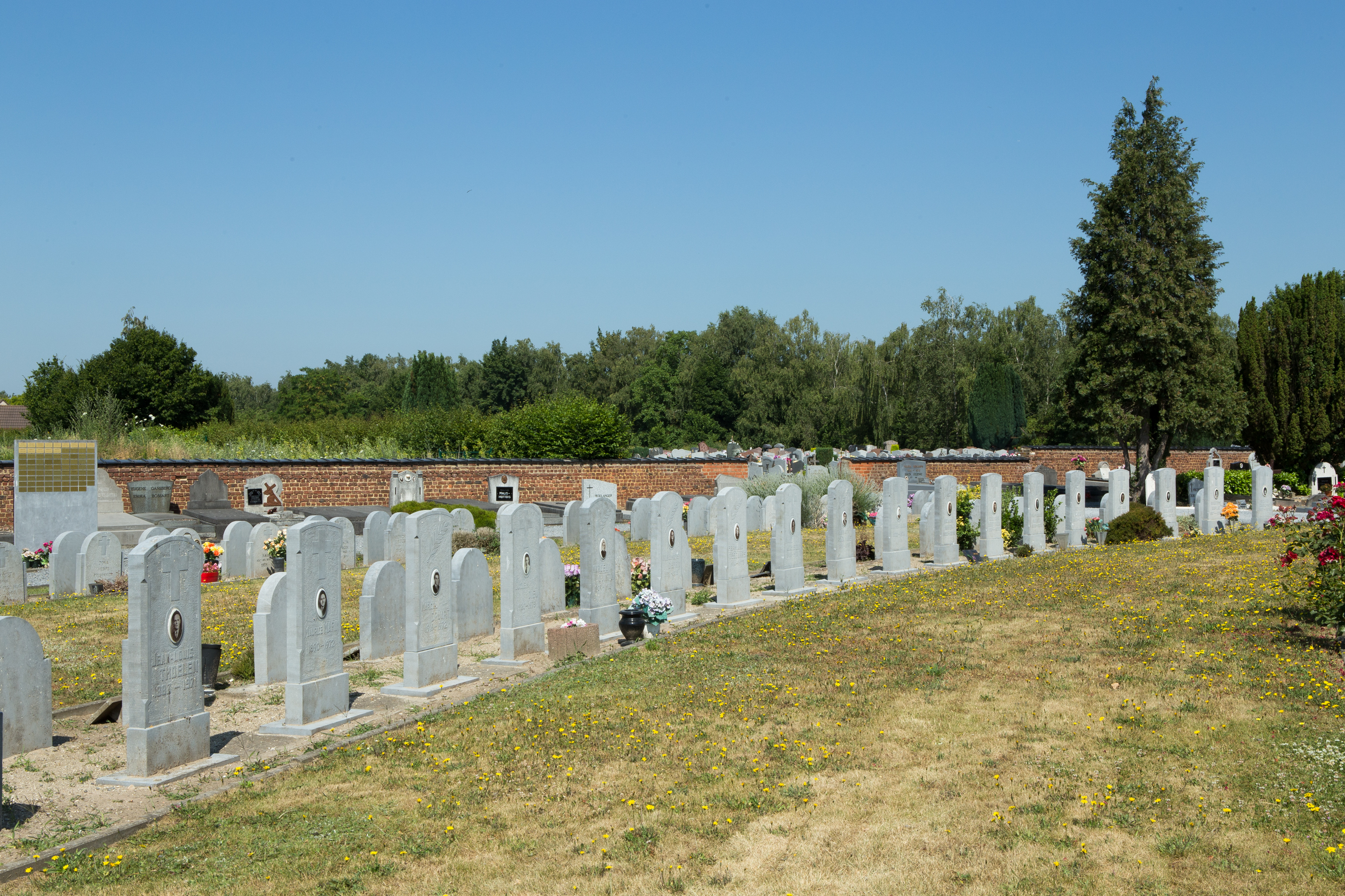
Een deel van de Belgische graven

Ongeveer centraal op de begraafplaats staat een monument voor de gevallen dorpsgenoten en vlakbij liggen twee ereperken met de graven van 180 Belgische gesneuvelden en oud-strijders uit de beide wereldoorlogen.

## Brits oorlogsgraf
Naast het Belgische gedenkteken ligt het graf van de Canadese soldaat W.F. Garvin. Hij diende bij het Canadian Machine Gun Corps en sneuvelde op 10 november 1918. 
Zijn graf wordt onderhouden door de Commonwealth War Graves Commission en staat er geregistreerd onder Ghlin Communal Cemetery.